# Elecciones presidenciales de Perú de 1827
La elección presidencial del Perú de 1827 fue la primera elección presidencial en el Perú y se dio gracias al Congreso General Constituyente del Perú (1827) el 9 de junio en que fue instalado el Congreso, este aprobó una ley por el cual se arrogaba la potestad de elegir al Presidente y al Vicepresidente de la República, en propiedad y no provisionalmente, ya que, según su punto de vista, así convenía a la seguridad de la República. Luna Pizarro impulsó la candidatura del mariscal José de La Mar, pues lo veía como un militar idóneo para el gobierno republicano, por ser una persona desafecta al militarismo y al caudillaje. La Mar había sido elegido diputado por Huaylas, pero se hallaba entonces en Guayaquil, como Jefe Político y Militar de dicha plaza. Sus partidarios usaban un distintivo colorado. Otro grupo de diputados auspició la candidatura del general Andrés de Santa Cruz. Pero sorpresivamente, Luna Pizarro anunció que ese mismo día, 9 de junio, se haría la elección en sesión permanente. La Mar triunfó con 58 votos, mientras que su contrincante obtuvo 29.
- Datos: Q40685918